# Прево, Бенуа-Луи
Бонавентура-Луи Прево, известный как Бенуа-Луи Прево (фр. Benoît-Louis Prévost, Bonaventure-Louis Prévost, 1733, Париж — 19 марта 1816, Париж) — французский рисовальщик и гравёр, мастер офорта, книжной иллюстрации и репродукционной гравюры эпохи неоклассицизма. Свои гравюры мастер подписывал «B. L. Prevost».

## Биография
Художник родился в Париже; при рождении его имя было записано как «Боннавентура-Луи Прево». Во время своего ученичества у Жана Уврие он часто бывал в кругу семей Ж.-Ф. Шеро и Габриэля Юкье, известных художников-гравёров в районе улицы Сен-Жак в Париже. Он стал учеником Жана Уврие, считался искусным мастером, работавшим намного лучше, чем его учитель. Он оставил более шестидесяти офортов по рисункам Ш.-Н. Кошена Младшего, достоинства которых заключаются в том, что они сохранили характер оригиналов до такой степени совершенства, что нам кажется, будто мы видим сами рисунки.
Самая известная из его работ — фронтиспис по рисунку Кошена 1765 года к изданию «Энциклопедии» Дидро и Д’Аламбера (1772): «Разум и Философия срывают завесу с лучезарного света Истины» (la Raison et la Philosophie arrachant son voile à la Vérité rayonnante de lumière; иллюстрация в карточке статьи). Подписав контракт на создание гравюр к изданию «Энциклопедии», Прево стал частью «первой команды» гравёров Энциклопедии. Однако после VII тома (1769) его имя перестаёт появляться.
Другие известные гравюры Прево: «Аллегория в честь Луи-Огюста, дофина Франции» (Allégorie à l’honneur de Louis-Auguste, dauphin de France) из двенадцати листов, «Аллегории» для 4-го издания хронологического свода истории Франции (Allégories pour l’édition in-4° de l’abrégé chronologique de l’histoire de France), портреты Людовика XV, Марии-Антуанетты, Армана Тома Хью де Миромениля, Людовика XVI, две гравюры серии «Завоевания императора Китая» (Conquêtes de l’Empereur de Chine). По рисунку Жана-Мишеля Моро он награвировал портрет Жозефа Игнаса Гильотена и композицию под названием «Вольтер, прохаживающийся в своем саду» (Voltaire marchant dans son jardin).
Прево является автором аллегорических гравюр самых известных событий в истории Франции (по рисункам М. Кошена, 1768), коллекции портретов генералов и министров, прославившихся во время Революции тринадцати колоний Северной Америки (по рисункам Пьера-Эжена Дюсиметьера, Париж, 1781). Последнее издание содержит знаменитый портрет Джорджа Вашингтона.
Бонавентура-Луи Прево умер в марте 1816 года в своей мастерской на улице Сен-Доминик д’Анфер, 5.. Опись его имущества была произведена после его смерти 30 марта 1816 года.
Его учеником, среди прочих, был гравёр Антуан Карре (Antoine Carrée).

## Галерея

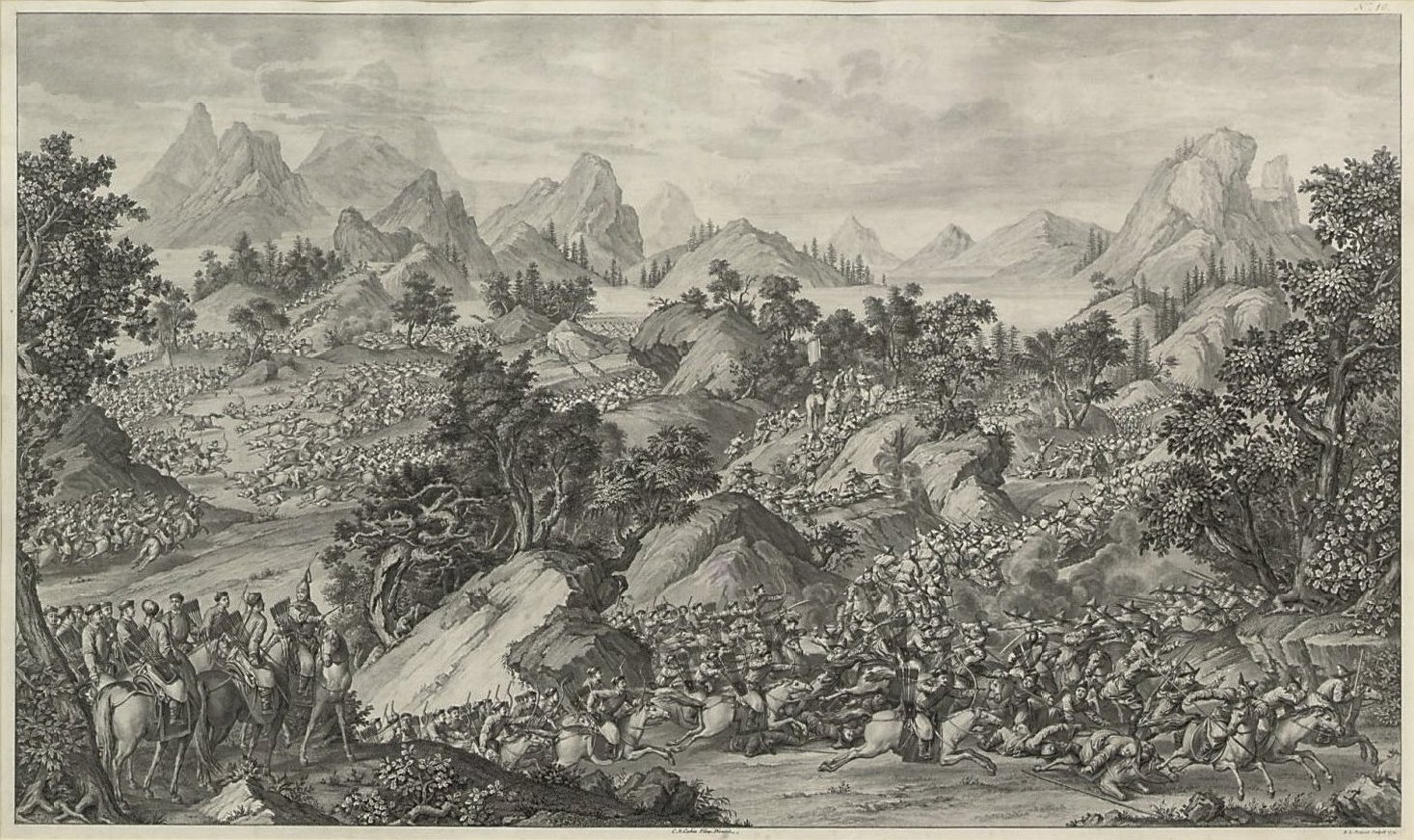
Битва при Кос-Кулаке. Гравюра Прево по рисунку Кастильоне. 1771. Частное собрание
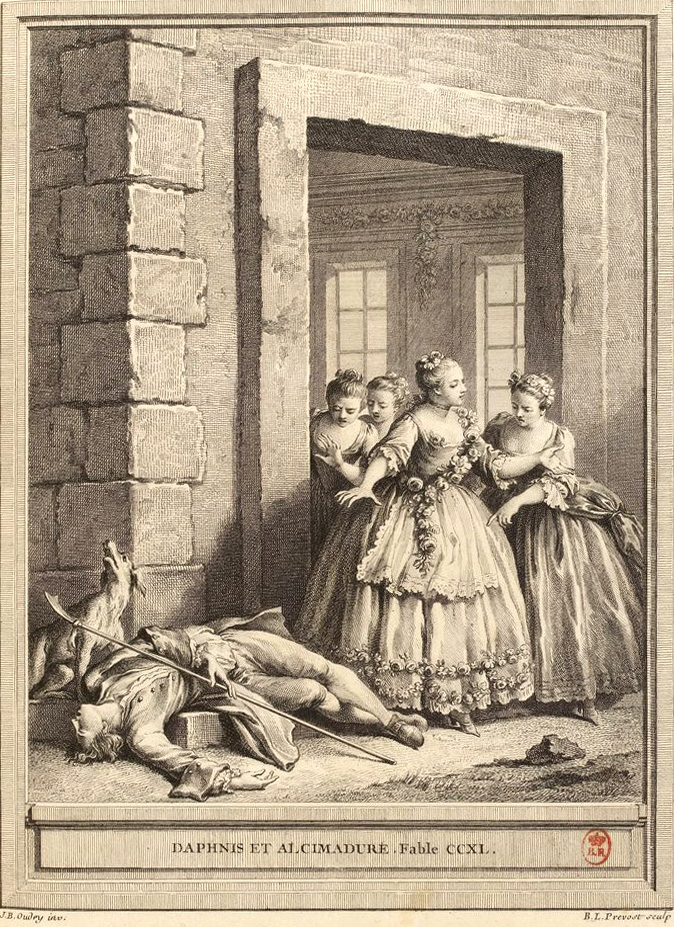
Дафнис и Алкимадур. Иллюстрация к изданию басен Лафонтена. По рисунку Жана-Батиста Удри
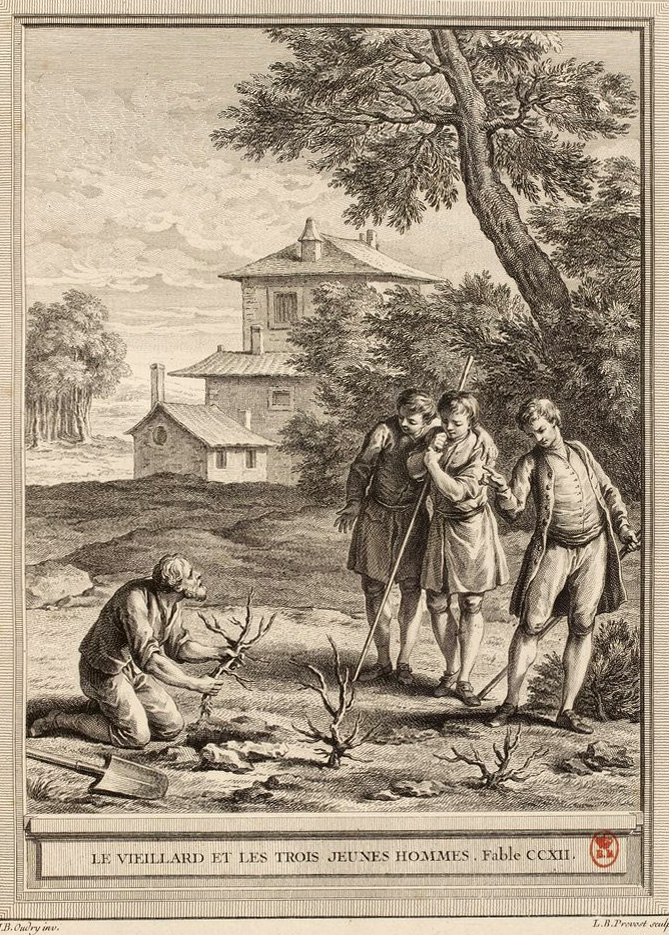
Старик и три юноши. Иллюстрация к изданию басен Лафонтена. По рисунку Жана-Батиста Удри
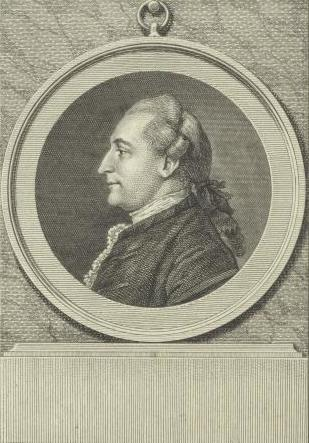
Портрет Уильяма Генри Дрейтона. Ок. 1779. Офорт